# Miklós Edit
Miklós Edit (Csíkszereda, 1988. március 31. –) olimpiai 7. helyezett visszavonult magyar alpesi síző. 2011-ig Románia színeiben indult, majd a magyar állampolgárság megszerzése után, 2011 januárjától Magyarország színeiben versenyzett.

## Sportpályafutása
Román színekben kezdett versenyezni. 2004-től szerepelt a junior világbajnokságokon, ahol lesiklásban 2007-ben hatodik, 2008-ban ötödik volt. 2008-ban kombinációban 10., Super G-ben 13. helyezést ért el.
2005 decemberében szerepelt először világkupaversenyen. 2009-ben indult első alkalommal felnőtt világbajnokságon. Itt lesiklásban és Super G-ben is a 18. helyen ért célba. 2010-ben szerepelt az olimpián, de a lesiklásban kiesett és meg is sérült. Román színekben három alkalommal szerzett vk-pontot.
Miklós Edit, aki saját bevallása szerint „inkább székely, mint román vagy magyar”, 2010. november 3-án magyar állampolgárságot kapott, és ezzel a FIS szabályzata szerint a legfontosabb feltétel már fennállt ahhoz, hogy az alpesi síző országot válthasson. Ez azonban nem ment könnyen, mivel akadályt görgetett a román fél, amely nem akarta elengedni versenyzőjét. A FIS ezekben az ügyekben rendszerint a megegyezést szorgalmazza, ám a 2008-ban megváltoztatott alapszabályába rendkívüli körülményként belefoglalta, hogy ha valaki nemzetiségének megfelelően vált országot, akkor nem szükséges az eredeti ország szövetségének beleegyezése, a FIS saját hatáskörben dönthet a nemzetközi rajtengedély kiadásáról. A magyar szövetség ebbe kapaszkodva lobbizásba kezdett, és két és fél hónap elteltével, 2011. január 17-én jelenthették be a sportdiplomáciai sikert.
Az országváltás azonban azzal is járt, hogy Miklós Edit addig elért eredményeit törölték, mivel a román szövetség nem adott ki „zöld kártyát”. FIS-pontok nélkül a Világkupa versenyein nem indulhatott el, így a magyar szövetségnek (MSÍSZ) olyan versenyeket kellett keresnie, amelyeken Miklós Edit még a kvalifikációs határidő lejárta előtt kiharcolhatja a vb-szereplés jogát. Az ausztriai Arriach és Gerlitz, St. Lambrecht, Maria Alm és Spital am Pyhrn, illetve a németországi Steibis és a franciaországi Tignes sípályáin megrendezett versenyeken – amelyeken sikerült befejeznie legalább két-két versenyt lesiklásban, műlesiklásban, óriás-műlesiklásban, szuper-G-ben és kombinációban is – annyi FIS-pontot szerzett, hogy rajthoz állhatott a 2011-es világbajnokságon.
2011-ben, a németországi Garmisch-Partenkirchenben rendezett világbajnokságon szuperkombinációban 23., szuperóriás-műlesiklásban 31. helyezést érte el. A 2012. január végén St. Moritzban világ kupa-versenyen 30. lett kombinációban. Ezzel ő lett a magyar alpesi szakág első női világkupa-pontszerzője.
2012 decemberében a kanadai világkupa-futamon a két lesikló versenyen 30. és 26. helyen értékelték, ezzel hat világkupa-pontot szerzett.
2013 novemberében az MTK sportolója lett. Decemberben a Val d'Isere-i lesikló világkupa futamon 12. helyezett lett.
A 2014. évi téli olimpiai játékokon 7. helyezést ért el lesiklásban, ami az alpesi számban, illetve az összes síszakágat tekintve is minden idők legjobb magyar olimpiai eredménye. 2014. március 2-án a svájci Crans Montana-i világkupa-versenyen ötödik helyezést ért el lesiklásban.
2015. január 24-én lesiklásban St. Moritzban megszerezte saját és a magyar alpesi sísport első dobogóját világkupa versenyen, amikor is harmadik helyezett lett. A 2015-ös alpesisí-világbajnokságon lesiklásban 13.,  óriás-műlesiklásban 40. lett, szuperóriás-műlesiklásban kiesett. A szezont követően térdműtétet hajtottak végre rajta.
2017. január 15-én az ausztriai Altenmarkt-Zauchenseében tartott lesiklóedzésen súlyos térdsérülést szenvedett aminek következtében sokkos állapotban szállították kórházba. Az első orvosi vizsgálatok súlyos térdszalag sérülést feltételeztek. Felépülése után újra versenyezni kezdett, és célja az volt, hogy elinduljon az olimpián. Ezt azonban egy újabb sérülés akadályozta meg 2018 januárjában, amikor a Kleinkirchheimben rendezett szuper-óriásműlesikló futamon a célba érkezés után elesett, és súlyosan megsérült. Térdszalag-szakadást szenvedett, így az olimpián sem tudott indulni.
2018. április 12-én bejelentette, hogy visszavonul az aktív versenyzéstől. Visszavonulása okaként nem a sérülését, hanem a síszövetségen belüli állapotokat jelölte meg. Egyidejűleg bejelentette, hogy indulni akar a Magyar Síszövetség elnöki posztjáért. Néhány nap múlva megválasztották a szervezet elnökének. 2020 júliusában a szövetség küldöttgyűlése az elnökséget, így Miklóst is visszahívta posztjáról.

## Díjai, elismerései
- Az év magyar síelője (2012, 2013,[17] 2014,[18] 2016,[19] 2017[20])
- Csík Ferenc-díj (2014)[21]
- Az év magyar sportolónője választás, harmadik helyezett (2014)[22]
- Az év MTK-s sportolója (2014)[23]
- MOB Nők Sportjáért díj (2015)[24]
- Az év magyar sportolónője választás, második helyezett (2015)[25]